# 수원비행장 전투
수원비행장 전투는 1950년 6월 27일 김포비행장과 수원비행장 상공에서 일어난 한국 전쟁 최초의 공중전이다. 미국과 북한의 항공기 사이에서 일어났으며, 미 공군이 조선인민군 항공의 항공기 9기 중 7기를 격추시키며 승리하였다. 대한민국이 직접 교전한 첫 항공 전투이기도 하다.
이틀 전인 6월 25일, 한국에서 전쟁이 발발하자 미군은 북한군과 한국군 사이의 전투가 진행 중인 서울에 있던 미국 국적 민간인들과 외교관을 대피시키려 시도하였다. 미국 전투기의 호위를 받은 수송기와 선박이 민간인을 태워 가능한 빨리 한국에서 빠져나가게 하려 했다. 하지만 6월 27일 임무를 수행하면서 미군이 서울에서 두 번이나 북한 항공기의 공격을 받게 되었고, 이에 미군이 수적으로 열세임에도 불구하고, 더 좋은 성능의 미국 항공기를 보냈고, 북한군을 능가하며 공격력을 절반으로 떨어뜨렸다.
이 비행장 전투로 북한군이 미군의 항공기가 자국이 소유한 항공기보다 더 낫다는 것을 깨닫고 UN에 공격을 중단해 달라고 요청하였기 때문에 전쟁 초기에는 공대공 전투가 몇 없었다. 또한 제트 엔진이 장착된 전투기가 재래식 전투기를 쉽게 압도했기 때문에 이 전투를 기점으로 제트시대의 새로운 전환점을 알리게 되었다.

## 배경
1950년 6월 25일 새벽, 조선인민군 10개 사단이 대한민국의 침략을 목표로 남하하였다. 8만 9000명이 6개 열로 움직이며 대한민국 육군을 기습적으로 붙잡아 궤멸하였다. 소규모였던 한국군은 전체적으로 부족한 인원과 장비의 부족, 그리고 전쟁에 대한 준비가 되어 있지 않았고, 결국 수적으로 우세했던 인민군이 3만 8000명이서 지키던 한국군의 저항을 없애고 계속해서 남진하였다.
한국의 붕괴를 막기 위하여 유엔 안전 보장 이사회는 군사 파견을 의결하였다. 제7함대는 중형항공모함 USS 밸리포지가 이끄는 태스크 포스 77를 급파하였고, 영국의 극동함대는 HMS 트라이엄프를 포함한 함정을 파견하여 항공 및 해군을 지원하였다. 그리고 6월 27일 한국으로 이동하는 해군과 공군은 북한의 침략을 격퇴하는 것을 도와준다는 목표로 북한을 공격할 수 있는 허가를 받았다.
미군이 북한의 공격을 전쟁으로 받아들였고, 남북의 군대가 한반도 전역에서 전투를 벌이고 있었기 때문에 한국에서 민간인과 외교관을 대피시키는 것이 시급해졌다. 6월 27일 한국군이 제1차 서울 전투에서 패하고 있었고, 군인 대부분이 후퇴하였다. 다음날 북한이 남한 정부와 한국군이 더 남쪽으로 후퇴하도록 하며 서울을 점령하였다.
그 사이 미 해군과 공군은 어떤 방법을 써서라도 민간인을 국외로 내보내기를 소원하며 외교관과 군인 부양가족, 민간인들을 배와 항공 수송으로 대피시키고 있었다. 이때 항공으로 서울의 수원 비행장과 김포비행장에 민간인을 모았다가 인천이나 해외로 이동하였다. 이 항공기와 호송대는 일본 기지에서 운용하던 미국 항공기의 호위를 받았다. 북한 소유의 항공기 132기가 제1항공 사단으로 편성되는 것과 같이 남북한은 자체 공군의 규모가 매우 작았다. 전쟁 초반 북한에서는 이 항공기가 북한 사람들에게 유리하게 이용됐다.

## 전투

### 1차 출격
6월 27일 오전, 제68전투 비행대와 제339전투 비행대의 F-82 트윈 머스탱 5대가 제임스 W. 리틀 소령 휘하의 제8전투 비행단이 김포에서 수송선인 더글러스 C-54 스카이마스터 4대를 호위하고 있었다. 리틀은 제2차 세계 대전 참전 경험이 있는 제339 중대의 지휘관이기도 하였다. 4기의 수송선은 무장하지 않은 채 일본으로 향하던 서울 지역의 시민들로 가득 찼다.
12시 경에 5명의 조선인민공군(KRAF)의 라보츠킨 La-7이 고도 1만 피트 상공에서 나타났다. 이는 미국 수송기를 공격할 목적으로 김포 비행장을 향해 비행하고 있었다. 수송기를 발견하자 북한 항공기 5대가 수송기를 공격하면서 전투의 시작을 알렸다. 그리고 북한군은 이어 수송기를 지키는 전투기 5기의 공격을 시작하였다. 리틀은 항공기에 회신 명령을 내렸고, 북한군을 상대로 첫 직접적인 사격을 시작했다.
이어 북한 항공기는 구름 속으로 상승하는 비행기 2대와 하강하는 비행기 3대로 두 그룹으로 나누었다. 찰스 B. 모런 중위와(등록기호 46-357) 윌리엄 G. 허드슨(등록기호 46-383)이 F-82 2대를 각각 조종하며 상승하는 비행기 2대를 쫓아갔다. 북한 항공기가 모런의 항공기 주변을 돌면서 사격을 개시해 모런의 비행기 꼬리 부분이 손상되었다. 이에 허드슨은 앞쪽에 비행하고 있는 비행기를 공격해 더 오르게 만들었고, 허드슨이 쏜 총알이 기체와 오른쪽 날개에 명중하였다. 북한 조종사는 비행기에 남아 있다가 추락해 사망했지만 이후 구조되었다. 그 사이에 모런은 두 번째 북한 피하려다 멈춰 섰고, 항공기가 회복되자 남아있는 항공기 하나를 신속하게 격추하였다. 그리고 나서 리틀은 모런을 도우려다 세 대로 뭉쳐 있는 북한 항공기 그룹과 교전하기 위해 재빨리 한 대를 격추시키고 급강하하였다.
북한 항공기보다 빠르고 기동성이 뛰어났던 미국 항공기가 쉽게 앞섰다. 몇 분 안에 리틀, 허드슨, 모런이 각각 한 번씩 승리를 거머쥐게 되었다. 나머지 북한 항공기 2대는 도주하였다. 한편 미국 항공기는 격추되지는 않았으나 공중전으로 인해 파손되었다. 리틀의 조종석에서는 화재가 발생하기도 했지만, 그럼에도 불구하고 다른 항공기를 집결시켜 일본에 있는 목적지까지 호송하였다.
이 전투로 격추된 첫 비행기는 한국 전쟁에서 유엔군이 처음으로 격추시킨 북한군 비행기이다. 이후 연구에서는 이 비행기를 허드슨이 격추시켰다는 결과가 나왔다. 현재 허드슨과 모란이 격추를 시킨 시간은 아직까지도 불분명하지만, 리틀은 이번 일로 은성훈장을 받게 되었다.

### 2차 출격

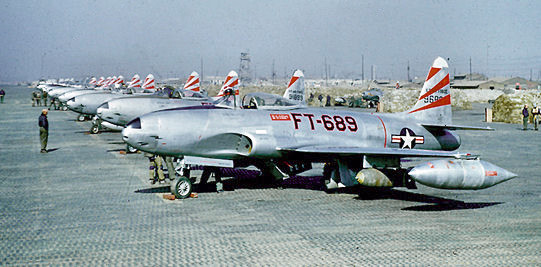
제8작전 대대 소유였던 F-80. 1950년 여름 한국에서 찍은 사진

공중전에 대한 소식이 서울 전역에 퍼졌고, 서울 상공에는 대기 경보가 내려졌다. 이에 대응해 레이먼드 E. 실레레프 대위 휘하 제35전투 비행대의 F-80C 슈팅 스타 4대를 이 지역에 출격하는 북한 항공기에 맞서기 위해 서울 상공에 배치하였다. F-80은 북한 공군에 있던 모든 항공기를 쉽게 격추할 수 있는 제트엔진 추진 전투기였다.
오후가 되었을 때, 북한 항공기는 수송기를 공격하기 위해 더 많은 수를 출격하였다. 서울과 인천 사이의 영공에서 8대의 일류신 Il-10이 나타나 비행장에 남아 있는 수송기를 공격하려고 했다. 하지만 F-80이 북한 항공기를 포착해 교전하였고, 북한 항공기는 4인 2조로 나눠 김포 활주로에 있던 대한민국 공군 T-6 텍산 한 대를 파괴하였다.

#### 첫 미국 제트기의 승리
F-80 중 4대는 더 먼 거리에서 북한군을 공격할 수 있었다. 미 항공기는 최소한의 기동력으로 북한 편대를 급습했고, 이 중에서 로버트 E. 웨인 중위가 2기, 로버트 H. 드월드 중위와 실레레프가 각각 1기를 격추시켰다. 이 승리는 미 공군의 제트기가 승리한 최초의 전투였다.
남은 북한 조종사 4명은 곧바로 북으로 퇴각하였다. 그리고 평양 공군기지에 올라가 상부에 보고한 것으로 보인다. 이 지역에서는 북한 항공기가 추가로 포착되지 않았으며, 당일 3개 중대의 미국 항공기가 163회 출격하였다.

## 여파
이 전투는 유엔과 북한의 첫 공중전이었다. 북한군은 항공 수송기를 격추시키려 하였지만 실패하였고, 난민들 중에서 북한군에게 부상을 당한 사람은 한 명도 없었다. 이번 작전으로 1,527명의 미국인을 포함한 2,001명의 사람들이 한반도에서 피난하였다. 또한 이 전투는 제트 엔진을 장착한 F-80이 제2차 세계 대전에서 고품질에 효과적인 재래식 항공기로 평가받았던 일-10기를 쉽게 제압함으로써 제트 시대의 도래를 알린 신호로 간주되었다. 전쟁 초기에는 이와 같은 공대공 전투가 많이 없었으며, 북한군은 유엔군의 항공기가 자신이 소유한 항공기보다 우세하며 수적으로도 많다는 것을 알게 되고 항공기를 전투에 투입할 때 신중해졌다. 그 후 몇 달 동안은 유엔군이 공중의 패권을 장악하며 지상 전투를 지원하였다. 그리고 반응이 별로 좋지 않았던 F-80의 인식이 승리 소식과 함께 좋아지기 시작하였다.

### 인용
1. ↑  Alexander 2003, 1쪽
2. ↑  Alexander 2003, 2쪽
3. ↑  Malkasian 2001, 23쪽
4. ↑  Appleman 1998, 38쪽
5. 1 2 3 4  Appleman 1998, 39쪽
6. ↑  Varhola 2000, 2쪽
7. ↑  Futrell 1997, 19쪽
8. 1 2 3 4  Futrell 1997, 12쪽
9. ↑  Dorr & Lake 1999, 7쪽
10. 1 2 3 4  《Valor Awards for James Walter Little》, 개닛, 2011, 2011년 8월 23일에 확인함
11. 1 2 3  Dorr & Lake 1999, 8쪽
12. 1 2 3 4 5 6  Futrell 1997, 13쪽
13. ↑  쉴레프는 1950년 7월 17일 라이프 잡지 표지에 실렸다. 이후 1951년 8월 8일 미국에서 항공기 사고로 사망하였다.
14. ↑  Dorr & Lake 1999, 9쪽
15. ↑  Appleman 1998, 44쪽
16. ↑  Appleman 1998, 257쪽
17. ↑  Dorr & Lake 1999, 10쪽

### 문헌
- Alexander, Bevin (2003), 《Korea: The First War We Lost》, 뉴욕: 히포크레네 북스, ISBN 978-0-7818-1019-7
- Appleman, Roy E. (1998), 《South to the Naktong, North to the Yalu: United States Army in the Korean War》, 워싱턴 D.C.: 미국 육군부, ISBN 978-0-16-001918-0, 2014년 2월 7일에 원본 문서에서 보존된 문서, 2020년 6월 25일에 확인함
- Dorr, Robert F.; Lake, John (1999), 《Korean War Aces》, 옥스포드: 오스프리 퍼블리싱, ISBN 978-1-85532-501-2
- Futrell, Robert F. (1997), 《The United States Air Force in Korea, 1950–1953》, 워싱턴: 미국 정부 인쇄국, ISBN 978-0-16-048879-5
- Malkasian, Carter (2001), 《The Korean War》, 옥스포드: 오스프리 퍼블리싱, ISBN 978-1-84176-282-1
- Varhola, Michael J. (2000), 《Fire and Ice: The Korean War, 1950–1953》, 메이슨 시티: 다 카포 프레스, ISBN 978-1-882810-44-4